# Kanton Falaise-Sud
Falaise-Sud is een voormalig kanton van het Franse departement Calvados. Het kanton maakte deel uit van het arrondissement Caen. Het werd opgeheven bij decreet van 17 februari 2014, met uitwerking op 22 maart 2015. Alle gemeenten werden opgenomen in het nieuwe kanton Falaise.

## Gemeenten
Het kanton Falaise-Sud omvatte de volgende gemeenten:
- Damblainville
- Eraines
- Falaise (deels, hoofdplaats)
- Fresné-la-Mère
- La Hoguette
- Pertheville-Ners
- Versainville
- Villy-lez-Falaise